# Luchadores

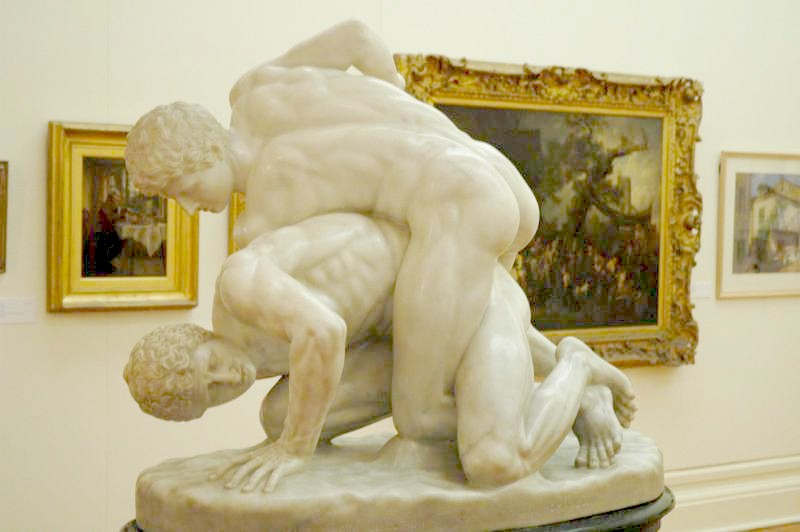
La pieza de la Galería Uffizi.

Luchadores, Pancraciastas o Pancrastinae, son denominaciones modernas de una escultura griega helenística del siglo III a. C., posiblemente un bronce, conocida a través de una copia romana en mármol que se conserva en la Galería Uffizi (Florencia, Italia).
No debe confundirse con una obra de época, lugar y témática similar: Púgil en reposo; ni con una obra de temática similar, pero de época y lugar muy distantes: Luchador (escultura olmeca).

## Descripción, estilo y autoría

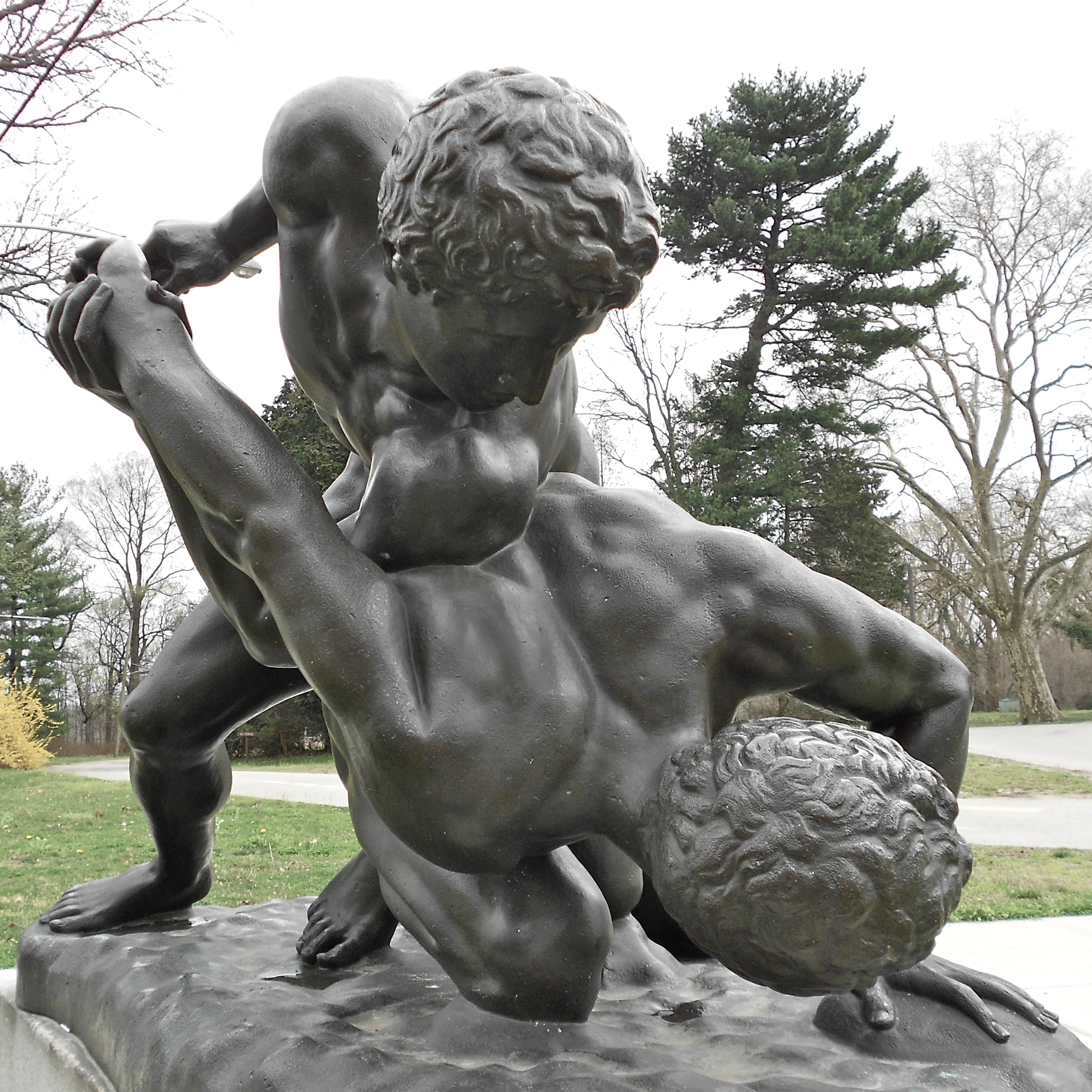
Copia de 1885, conservada en el centro hortícola de Fairmount Park, Filadelfia, Estados Unidos.

Es un grupo escultórico que representa una escena de combate deportivo en la modalidad denominada pancracio (παγκράτιον pankrátion). Uno de los luchadores ha conseguido reducir a su oponente, sobre el que está montado a horcajadas, apresando su brazo derecho. El perdedor está casi caído, arrodillado y con la espalda muy inclinada mientras el brazo izquierdo se apoya sobre el suelo, volviendo el rostro hacia ese lado. Las estructuras musculares están exageradamente definidas, marcando un gran esfuerzo físico.
Las cabezas no son las del grupo original y fueron añadidas tras el descubrimiento de la escultura. La de la figura del perdedor es más antigua y avanzada estilísticamente, similar a las de los hijos del Grupo Niobe. La del vencedor se realizó en época moderna, tomando aquella como referencia.

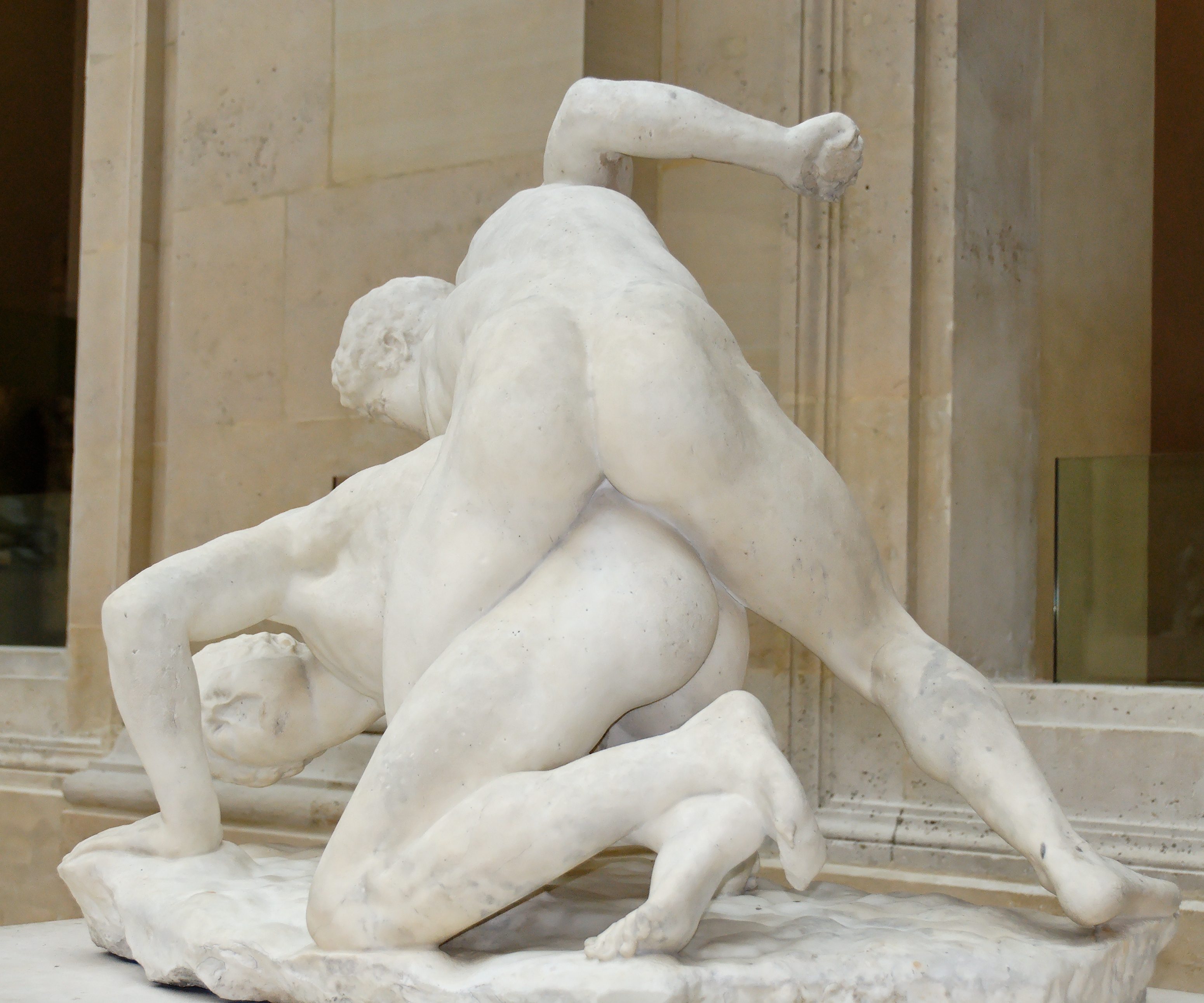
Copia realizada por Philippe Magnier hacia 1684-1687, Museo del Louvre (París, Francia).

La obra estuvo considerada como una de las más importantes de la Antigüedad, aunque a partir del siglo XX disminuyó su aprecio ("a work once famous and now unfairly neglected"), en palabras del historiador del arte Kenneth Clark: "If we can bring our eyes to rest on the unpleasant surface of a somewhat lifeless replica, we discover that the original must have been a Lysippic bronze of masterly complexity and condensation."
Por distintos autores, la obra fue atribuida sucesivamente a Mirón (a pesar de que la relativa proximidad temática con el Discóbolo no implique una vinculación estilística), Cefisodoto el Joven o Heliodoro; estos dos últimos como consecuencia de un pasaje de Plinio el Viejo (Naturalis historia 36.35), que les atribuye la creación de este tipo de representaciones de luchadores que él llama symplegmata: figuras que luchan en estrecho contacto, sea puramente físico o amatorio (como sería el admirado symplegma de Pan y Olympos en el Pórtico de Octavia).
En la actualidad, establecido el hecho de que el estilo corresponde a la escultura helenística del siglo III a. C., se asigna a la escuela de Pérgamo o al círculo de Lisipo.

## Descubrimiento

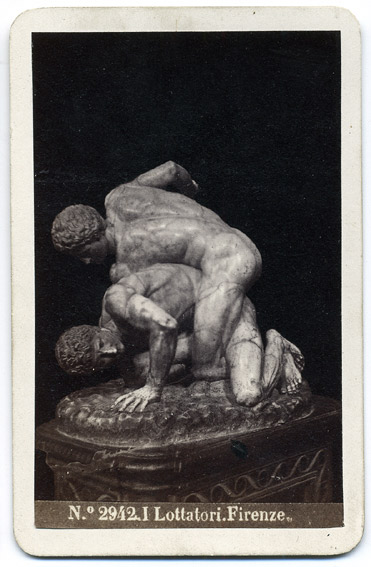
La pieza de la Galería Ufizzi en el, antes de la limpieza que se realizó recientemente.

El hallazgo de Los luchadores causó un gran revuelo entre los cognoscenti de Roma, por lo que el evento se quedó muy bien documentado: ocurrió a finales de marzo o comienzos de abril de 1583, en una vigna ("viña") perteneciente a la familia Tommasini da Gallese cerca de la Porta San Giovanni de Roma, junto con un grupo de esculturas separadas que conjuntamente se denominan Nióbides. Las circunstancias de su descubrimiento, y el hecho de que les faltaran las cabezas, llevaron a los primeros anticuarios y a los grabadores que trabajaron con sus directrices a considerar que debían todas ellas formar parte del mismo grupo escultórico.
Días más tarde del hallazgo, Valerio Cioli, escultor y restaurador de antigüedades que trabajaba en Roma, escribió al secretario del gran duque Francisco I de Médici, lo que disparó el interés de esta familia: su hermano, el futuro gran duque Fernando I de Médici, se apresuró a comprar todas las piezas, el 25 de junio, a un miembro de la familia Varese. Así pasaron a formar parte de la impresionante colección acumulada en la Villa Medici de Roma, donde se registran en un grabado de 1594.

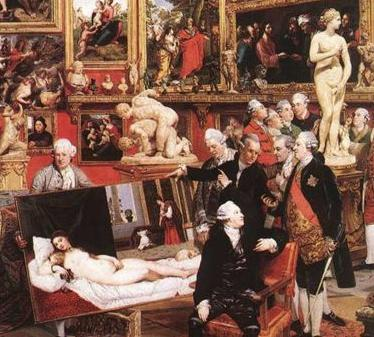
Detalle de La Tribuna de los Uffizi, John Zoffany, 1722. Los Luchadores, en el centro, aparecen rodeados por las demás obras de arte exhibidas en la sala, y connoisseurs ingleses e italianos.

Posteriormente la pieza pasó, junto a la colección Médici, a la parte de su palacio florentino conocida como Galerie degli Uffizi, donde era la principal atracción de la llamada Tribuna de los Uffizi.
En el momento de su hallazgo estaba cubierta de una pátina grasienta, que le fue retirada. Se produjeron copias en todos los tamaños en mármol, bronce y yeso; y más recientemente en resina. Influyó particularmente en la obra de Miguel Ángel Dos luchadores. Hacia 1684-1687, Philippe Magnier produjo una copia en mármol destinada a los Jardines de Versalles, que posteriormente se llevó al  - Château de Marly y hoy se conserva en el Museo del Louvre.